# Skalnica odgiętolistna

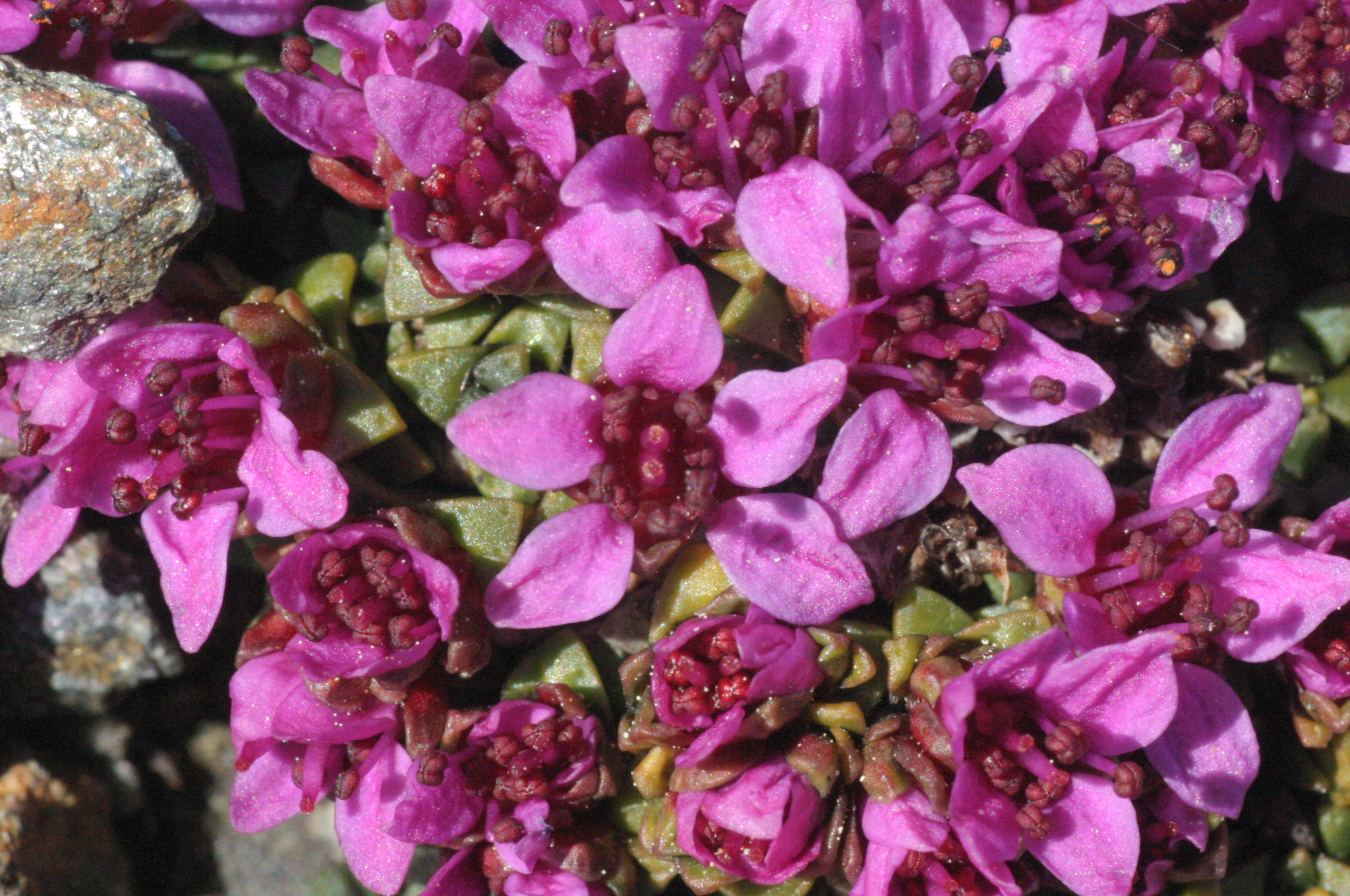

Skalnica odgiętolistna (Saxifraga retusa) – gatunek rośliny należący do rodziny skalnicowatych. 

## Zasięg występowania
Pochodzi z gór Europy. Rośnie dziko w Alpach, wschodnich Pirenejach, Karpatach i na oderwanym stanowisku w górach Riła w Bułgarii. W Polsce występuje podgatunek typowy Saxifraga retusa Gouan subsp. retusa, wyłącznie w Tatrach i to tylko w Tatrach Wysokich. Osiąga tutaj północną granicę zasięgu i jest rośliną rzadką. W polskich Tatrach znane są następujące stanowiska: Cubryna, Czarnostawiański Kocioł, Granaty, Krzyżne, Lalkowy Żleb, Miedziane, Miedziany Upłaz, Miedziany Kostur, Mięguszowieckie Szczyty, Niżnie Rysy, Niżni Kostur, Opalony Wierch, Przełęcz pod Chłopkiem, Rysy, Szpiglasowa Przełęcz, Wrota Chałubińskiego, Zawrat. W słowackich Tatrach występuje częściej.

## Morfologia
PokrójDrobna roślina poduszkowa, tworząca gęste darnie składające się z pędów kwiatowych oraz płonnych, o wysokości zaledwie do 1,5 cm.
LiścieJajowatolancetowate, dołem krótko i słabo orzęsione, poza tym nagie. Są lśniące i mają 3-5 wypotników. Od połowy długości są odgięte w dół. Wyrastają na łodydze bardzo gęsto w 4 rzędach.
KwiatyWyrastają po 1-2, wyjątkowo 3 na szczycie pędu kwiatowego. Mają purpurowe płatki korony o długości 4-6 mm. Działki kielicha zielone, nieorzęsione, trzykrotnie krótsze od płatków korony. Słupek na wpół dolny.

## Biologia i ekologia
Bylina, chamefit, oreofit. Kwitnie od maja do sierpnia. Rośnie tylko na podłożu granitowym. W Tatrach występuje głównie w piętrze turniowym, rzadko w halnym i bardzo rzadko w piętrze kosodrzewiny. Gęste poduszki jakie tworzy to jeden z rodzajów przystosowań roślin wysokogórskich do surowych warunków środowiska. Takie bliskie przyleganie roślinek do siebie chroni je przed silnymi wiatrami, zmniejsza parowanie wody i umożliwia lepsze wykorzystanie ciepła nagrzanej ziemi. Liczba chromosomów 2n = 26 Ga 1, 2, 3, 4, 5, 6.

## Zmienność
Występuje w dwóch podgatunkach:
- Saxifraga retusa Gouan subsp. retusa – podgatunek typowy
- Saxifraga retusa Gouan subsp. augustana (Vacc.) P. Fourn. – endemit Alp Zachodnich

## Zagrożenia
Według klasyfikacji IUCN z 2001 jest gatunkiem narażonym na wyginięcie (kategoria VU). W polskich Tatrach rośnie wyłącznie na obszarze Tatrzańskiego Parku Narodowego. Na poszczególnych stanowiskach występuje nielicznie – w ilości od kilku do kilkunastu okazów. Większość stanowisk znajduje się poza szlakami turystycznymi i w miejscach trudno dostępnych, co chroni tę roślinę od zadeptania przez turystów. Poważniejsze natomiast jest zagrożenie ze strony taterników, którzy wspinają się często w rejonie występowania tego rzadkiego gatunku. Umieszczona w Polskiej Czerwonej Księdze Roślin oraz na polskiej czerwonej liście w kategorii VU (narażony). 